# General Tinio
General Tinio est une localité de la province de Nueva Ecija, aux Philippines. En 2015, elle compte 47 865 habitants.

## Voir aussi

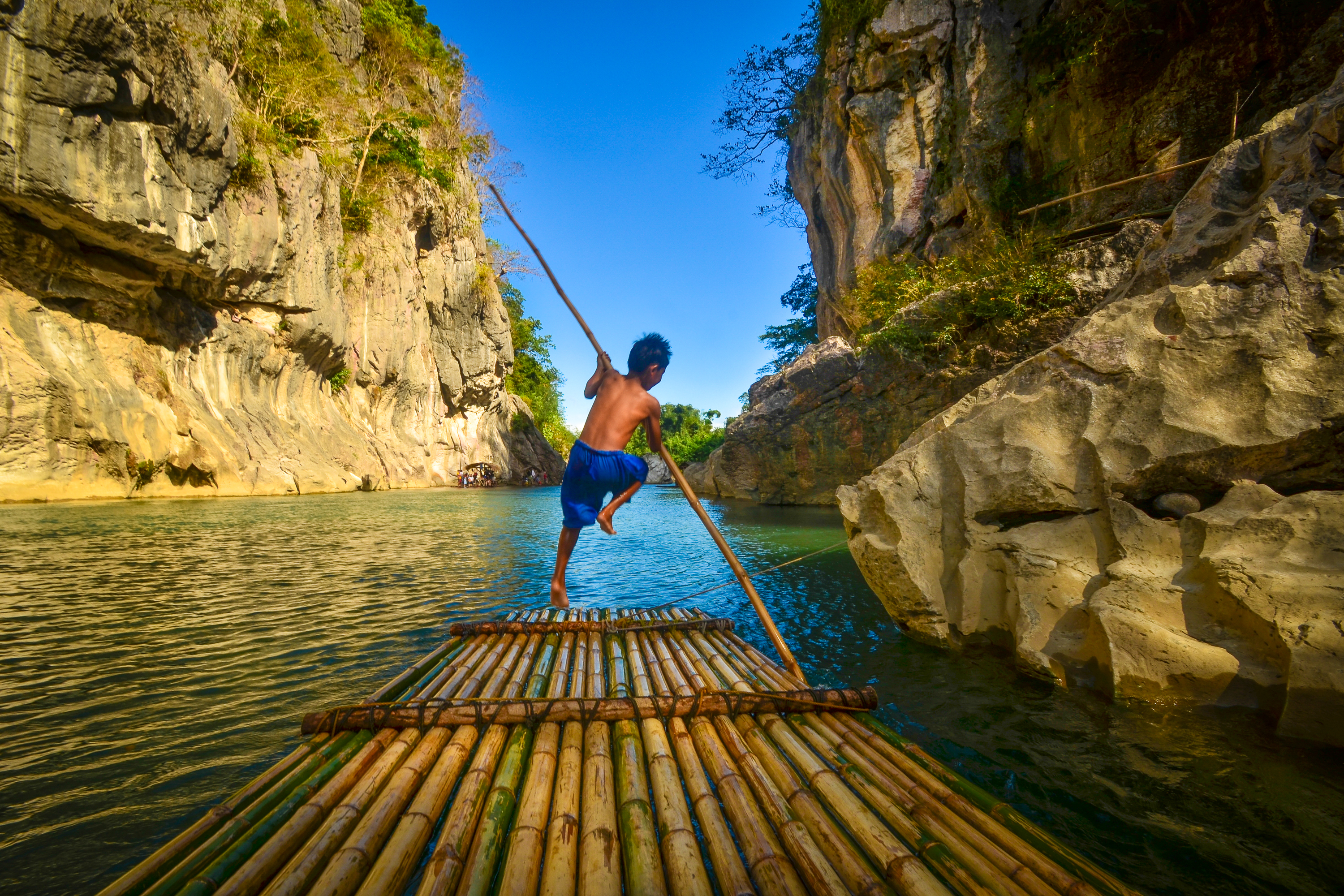
Dans le Minalungao National Park, dans les montagnes de la Sierra Madre auprès General Tinio. Février 2015.